# Dong Yingjie

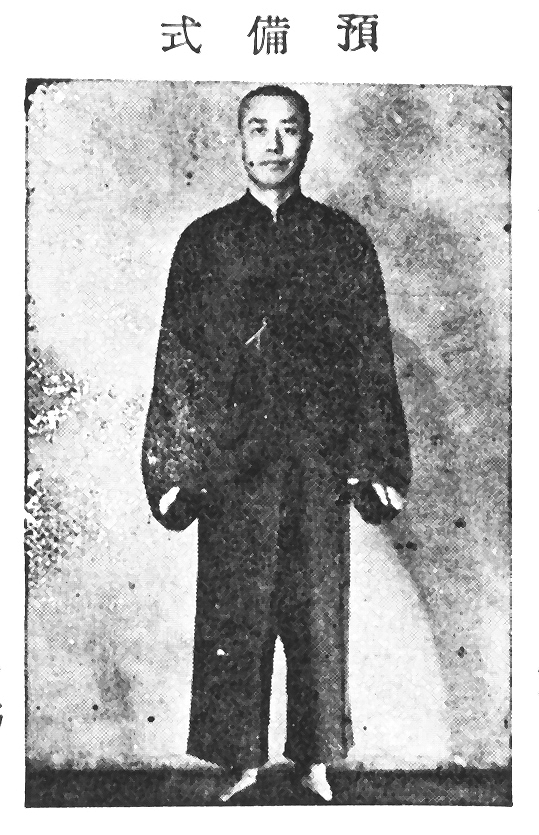
Dong Yingjie

Dong Yingjie (chinesisch 董英傑 / 董英杰, Pinyin Dǒng Yīngjié, W.-G. Tung Ying Chieh; * 8. November 1898 im Kreis Ren der Stadt Xingtai in der Provinz Hebei, Chinesisches Kaiserreich; † 1961) war ein einflussreicher Lehrer des Taijiquan.
In seiner Jugend zeichnete sich Dong Yingjie durch hohe Intelligenz aus. Seine Gesundheit war jedoch schwach. Er interessierte sich schon zu dieser Zeit für Kampfkünste. Gegenüber Liu Ying Zhou, einem Freund des berühmten Taijiquan Meisters Yang Lao Zhen aus Kanton, antwortete er auf die Frage nach seinen Lebenszielen: „Ich möchte ein Meister des Taijiquan werden, um meine Gesundheit zu stärken und um mich selbst verteidigen zu können. Wenn ich damit Erfolg habe, möchte ich die Kampfkunst weltweit verbreiten.“ Liu Ying Zhou bewunderte diese Ambitionen und erklärte Dong Yingjie deshalb einige grundlegende Übungen. Aufgrund seines hohen Alters von über 70 Jahren war er jedoch nicht in der Lage, die Übungen auch vorzumachen. Li Zeng Kui, ein Schüler von Yang Lao, unterwies einige Monate danach Dong Yingjie in den 13 Grundtechniken des Taijiquan.
Ein Jahr später nahm Meister Liu den jungen Dong Yingjie mit auf eine Reise zu dem Meister des Wu/Hao-Stils („alter Wu-Stil“) Li Xiang Yuan. Dieser nahm Dong Yingjie als seinen Schüler an. Mehrere Jahre täglichen Übens ließen Dong Yingjie stark werden und er erfreute sich guter Gesundheit. 
Wieder nach Hause zurückgekehrt, lernte Dong Yingjie weiter und baute gute Kontakte zu vielen Kampfkünstlern aus allen Ecken des Landes auf, die er zu sich einlud und gut bewirtete.
Weil er das Taijiquan der Yang-Familie bewunderte, machte sich Dong Yingjie auf nach Peking. Auch die Behauptung, dass Herr Yang sein Taijiquan nur innerhalb der Familie weitergäbe, ließ ihn nicht aufgeben. Er antwortete darauf: „Entschlossenheit kann Himmel und Erde in Bewegung setzen.“ So wurde Dong Yingjie zum Meisterschüler von Yang Chengfu (1883–1936) und begleitete ihn drei Jahre lang rund um die Uhr und auf allen seinen Reisen.
Bei einer erneuten Begegnung mit Meister Li Zeng Kui stellte dieser fest, dass Dong Yingjie noch zu wenig innere Kraft/Energie (內勁,  nèi jìng) besäße, und blieb darum für ein Jahr in Suzhou und half Dong Yingjie, große innere Kraft zu entwickeln und seine Anwendungen zu verfeinern.
1931 folgte Dong Yingjie seinem Meister Yang Chengfu nach Kanton. Bis dahin hatte er schon mehr als zehn Jahre bei ihm gelernt. Wegen seiner ernsthaften Anstrengungen entschied Yang Chengfu, Dong Yingjie vollständig im Yang-Stil zu unterweisen. Gemeinsam mit Yang Shou Zhong, dem ältesten Sohn Yang Chengfus, trat Dong Yingjie später das Erbe der Yang-Familie an. Er blieb in Kanton, um seinen Traum und den seines Lehrers zu erfüllen, indem er das Taijiquan dort und im ganzen Südosten Asiens lehrte und bekannt machte.
Während Hongkong in die Hand der Japaner fiel, lebte Dong Yingjie ein zurückgezogenes Leben in Macau und fand Gefallen an chinesischer Malerei und Kalligraphie.
Dong Huling (董虎嶺, 1917–92), der Sohn Dong Yingjies, war berühmt für seine Fähigkeiten in der Kampfkunst. Zwei seiner Söhne, Tung Kaiying (董繼英 Dong Jiying, * 1941), und Dong Zengchen (董增辰) unterrichten und inspirieren heute Schüler des Taijiquan.